# 柬埔寨民主党
柬埔寨民主党是柬埔寨一个已不存在的政党，活跃于1946年至1957年之间。

## 历史
民主党于1946年由西索瓦·尤德冯亲王建立，曾是工人国际法国支部的一部分。1955年，诺罗敦·西哈努克退位，组建人民社会同盟以参加大选。包括宾努在内的一些民主党内的重要人士退党，加入人民社会同盟。在大选投票前夕，达春率领政府特工将耿万萨等民主党重要领导人逮捕入狱，并洗劫了其在马德望省的办公室。最终民主党在大选中败于人民社会同盟。
1957年8月，民主党宣布解散。根据西索瓦·莫尼勒亲王留下的记录显示，民主党领导人与西哈努克举行“友好会谈”，在离开的时候，他们遭到朗诺的警察的殴打，随后不久民主党就宣告解散。

## 重建
1970年朗诺政变后，政变领导人之一的英丹重建了民主党。英丹率领民主党参加1972年总统选举，但在朗农的操纵下败选，随后英丹退出政坛。
柬越战争爆发后，英丹宣誓效忠于西哈努克。1991年柬埔寨和平谈判完成后，英丹重建了民主党。该党参加1993年大选，但未能取得任何席位。